# Calicha nooraria
Calicha nooraria är en fjärilsart som beskrevs av Bremer 1864. Calicha nooraria ingår i släktet Calicha och familjen mätare. Inga underarter finns listade i Catalogue of Life.